# 존 말코비치
존 개빈 말코비치(영어: John Gavin Malkovich 존 맬커비치[*], 1953년 12월 9일 ~ )는 미국의 배우이자, 영화감독이다. 그는 아카데미상 후보에 오른 적이 2번 있다.

## 약력

### 어린 시절
말코비치는 일리노이주 크리스토퍼(Christopher)에서, 크로아티아계 아버지와 스코틀랜드 및 독일계 어머니 사이에서 태어났다. 그는 일리노이주 벤턴(Benton)의 남부 메인 가의 큰 집에서 자랐다.
그의 아버지 대니얼 말코비치(Daniel Malkovich)는 주(州) 자연보호 감독이자 자연보호 잡지인 아웃도어 일리노이(Outdoor Illinois)의 발행자였다. 그의 어머니 조 앤(Joe Anne)은 아웃도어 일리노이와 벤턴 이브닝(Benton Evening) 뉴스(벤턴 시의 지역 신문)를 소유하였다. 그의 아버지 일 덕분에 말코비치 가족은 일리노이 주에서 환경운동 가족 중 하나로 널리 알려졌다.
말코비치는 고등학교 시절 운동선수였다. 그는 동부 일리노이 대학에서 생태학 전공으로 한 학기를 듣다가 곧 그만두고, 일리노이 주립 대학으로 가서 연극을 전공하였다.

### 배우 생활
말코비치는 1976년부터 연극 배우로 활동하였다. 영화배우로 데뷔한 것은 1984년으로, 《마음의 고향》(Places in the Heart)이 데뷔작이었다. 주로 개성있는 악역 역할을 많이 담당하고 있다.

### 정치적 입장
미국의 영화계는 전반적으로 자유주의적인 목소리가 높은 것으로 알려져 있지만, 말코비치는 이 안에서 우파적인 입장을 견지하고 있다. 사형제도를 지지하며, 2002년에는 조지 W. 부시의 정책에 비판적인 영국의 정치가 조지 갤러웨이를 비난한 것으로 유명하다.

## 주요 작품

### 영화
- 마음의 고향(Places in the Heart, 1984) : 데뷔 작품. 57회 아카데미상 남우조연상 후보
- 킬링 필드(Killing Field, 1984) : 앨런 록코프역. 캄보디아 내전을 취재한 뉴욕타임스 기자 시드니 쉔버그의 체험 내용을 근거로 한 실화를 그린 영화.
- 태양의 제국(Empire of the Sun, 1987) : 아역 시절의 크리스천 베일이 함께 출연하였으며, 2차 대전 일본 제국주의를 다른시각에서 보았다.
- 사이보그 유리시즈 (1987, Making Mr. Right)
- 위험한 관계(Dangerous Liaisons.1988) : 비콩트 발몽 역. 위험한 관계 원작 소설을 영화화한 작품.
- 제니퍼 연쇄 살인사건
- 얼라이브(Alive, 1993) : 나레이션.
- 사선에서(In the Line of Fire, 1993) : 아카데미상 후보에 오른 작품. 클린트 이스트우드가 주연하였다.
- 어둠의 묵시록(Heart Of Darkness, 1994)
- 구름 저편에(Beyond The Clouds, Al di là delle nuvole, 1995) : 감독 역.
- 수도원(The Convent, O Convento, 1995) : 마이클 역.
- 메리 라일리 (1996) - 헨리 지킬 / 에드워드 하이드 역
- 여인의 초상(The Portrait of a Lady, 1996) : 니콜 키드먼과 공동 출연.
- 콘 에어(Con Air, 1997) : 매력있는 악역 연기를 선보였다.
- 아이언 마스크 (1998) - 아토스 역
- 잔 다르크 (1999) - 샤를 7세 역
- 존 말코비치 되기(Being John Malkovich, 1999) : 본인을 주제로 한 영화이며, 스스로 출연하였다.
- 은하수를 여행하는 히치하이커를 위한 안내서(The Hitchhiker's Guide to the Galaxy, 2005) : 동명의 유명한 소설을 영화화한 것이다.
- 베오울프(Beowulf, 2007)
- 체인질링(Changeling, 2008): 가장 최근 출연작이다.
- RED(2010)에 출연하였다
- 조나 헥스 (Jonha Hex, 2010) - 쿠엔틴 터불 역
- 100년 (2015)
- 쥬랜더 리턴즈 (2016) - 채즈 스펜서 역
- 스파이 게임 (2017) - 밥 헌터 역
- 나는 악마를 사랑했다 (2018)  - 에드워드 D. 쿼트 역
- 카사노바 진 (2018)
- 벨벳 버즈소 (2018) - 피어스 역
- 신들의 분노 (2019) - 타우로스 역
- 에이바 (2020) - 듀크 역
- 셰터드 (2022)
- 새비지 맨 (2022) - 피터 역
- 브루스 윌리스의 라스트 미션: 데이 투 다이 (2022) - 글렌 폴렛 역

### 드라마
- 나폴레옹(Napoléon, 2002, A&E) : 탈레랑 역